# Celtypen in het menselijk lichaam
Een celtype in het menselijk lichaam is een gespecialiseerde cel, met een specifieke vorm, grootte,  structuur en stofwisseling.

## Celdifferentiatie door genexpressie
Gedurende de ontwikkeling van het lichaam, zullen cellen zich specialiseren of differentiëren; samen vormen groepen van gespecialiseerde celtypen de verschillende weefsels. De verschillen ontstaan doordat cellen, afhankelijk van het type weefsel waarvan ze deel uitmaken, selectief gebruikmaken van de genetische informatie: het principe van de genexpressie. 

### Vaststellen celtype met microscoop
Het vaststellen van het celtype gebeurt vaak met behulp van microscopie. Door recente ontwikkelingen in de RNA-sequencing kunnen celtypes geclassificeerd worden op basis van gedeelde genexpressiepatronen.
Er zijn van de menselijke lichaamscellen via celculturen meerdere cellijnen gemaakt, waaronder HeLa.

## Menselijke celtypen
In het menselijk lichaam komen meer dan 400 verschillende celtypen voor.De meest voorkomende celtypen zijn rode bloedcellen, epitheel- en endotheelcellen, lymfocyten, hepatocyten (levercellen), neuronen (zenuwcellen), adipocyten (vetcellen) en myocyten (spiercellen).
- Acanthocyt (spoorcel)
- Acinarcel
- Adipoblast
- Adipocyt
  - Beige adipocyt
  - Bruine adipocyt
  - Roze adipocyt
  - Witte adipocyt
- Agranulocyt
- Alfacel
- Amacriene cel
  - AII amacriene cel
- Amnioblast
- Amoebocyt
- Archeocyt
- Ameloblast
- Aneuploïde cel
- Angioblast
- Antigeen-presenterende cel
- B-cel
  - B-geheugencel
- Bacteriocyt
- Bètacel
- Betzcel
- Blasteemcel
- Blastomeer
  - Macromeer
  - Mesomeer
  - Micromeer
- Bloedcel
- Bloedplaatje (trombocyt)
- Borstelcel
- C-cel (Parafolliculaire cel)
- Cajal-retziuscel
- Cardiomyocyt
- Castratiecel
- Cel van Deiter
- Cementoblast
- Cementocyt
- Cementoclast
- Centroacinarcel
- Cholangiocyt
- Chondroblast
- Chondroclast
- Chondrocyt
- Chroomaffiene cel
- Chromofobe cel
- Circulerende tumorcel
- Cilindrisch epitheelcel
- Codocyt
- Coelomocyt
- Corneocyt
- Corticotrofe cel
- Cytotrofoblast
- D-cel (deltacel)
- Decidualcel
- Dacrocyt
- Degmacyt
- Dendritische cel (dendrocyt)
- Dierlijke cel
- Diploïde cel
- Discocyt
- Echinocyt
- Eicel (ovum)
- Elliptocyt
- Endoblastcel
- Endotheelcel
- Enterocyt
- Entero-endocriene cel
  - K-cel
  - L-cel
  - I-cel (darm)
  - G-cel
  - Enterochromaffine cel
  - Enterochromaffine-achtige cel
  - N-cel
  - S-cel
  - D-cel
  - Mo-cel
  - M-cel
  - K-cel
  - L-cel
  - I-cel
  - G-cel
- Ependymcel
- Ependymoblast
- Epitheelcel
  - Cilindrische epitheelcel
  - Kubische epitheelcel
  - Myoepitheelcel
  - Neuro-epitheliale cel
  - Plaveiselcelepitheel
- Epitheliale steuncel
- Epsiloncel
- Erytrocyt
- Fananascel
- Fibroblast
- Fibrocyt
- Folliculostellaatcel
- Foveolacel
- Gameet (geslachtscel of geslachtelijke voortplantingscel)
- Ganglionmoedercel
- Geheugencel
  - B-geheugencel
  - T-geheugencel
- Gliacel
  - Macrogliacellen in het centrale zenuwstelsel
    - Astrocyt (Golgicel)
    - Oligodendrocyt
    - Ependymocyt

  - Macrogliacellen in het perifere zenuwstelsel
    - Schwanncel
    - Satellietgliacel

  - Microgliacel
  - Radiale gliacel
    - Müller gliacel
    - Bergmann gliacel
- Glomuscel
- Gonocyt
- Gonadotrope cel
- Granulocyt
  - basofiele granulocyt
  - eosinofiele granulocyt
  - neutrofiele granulocyt
    - Staafkernige neutrofiele granulocyt
- Granulosacel
- grenscel
- Gridcel
- Haarcel (trilhaar)
- Haploïde cel
- Hargraves-cel (LE-cel)
- Hartspiercel
- HEK 293-cel (HEK-cel of 293-cel)
- Hela-cel
- Hemangioblast
- Hepatoblast
- Hepatocyt (levercel)
- Hexaploïde cel
- Histiocyt
- Hoofdcel
  - Maaghoofdcel (peptische cel)
  - Parathyroïde hoofdcel
  - Type 1 hoofdcel
- Hoofdrichtingscel
- Huidcel
- Hürthle cel
- Hyaliene cel
- I-cel (ziekte)
- Idioblast
- Intermediaire voorlopercel
- Interstitiële cel van Cajal
- Kankercel (woekerende cel, ontaarde cel)
- Kegeltje
- Keratinocyt (corneocyt)
- Keratocyt (hoornvlies fibroblast)
- Kliercel
- Knizocyt
- Koilocyt
- Korrelcel
- Korfcel
- Kupffercel
- Leydigcel
- Lactotrofe cel
- Langerhanscel
- Langhanscel
- Lichtgevoelige cel
- Lichtgevoelige ganglioncel (intrinsiek fotosensitieve retinale ganglioncel)
- Lipoblast
- Lugarocel
- Lymfoblast
- Lymfocyt
- Macrocyt
- Macrofaag (histiocyt)
  - Kupffercel
- Mammotrofe cel
- Matrifibrocyt
- Meerkernige cel
  - Reuscel
- Megakaryoblast
- Megakaryocyt
- Melanocyt (huidcel)
- Melanotrofe cel
- Merkelcel
- Mesangiumcel
- Mesoangioblast
- Mestcel (mastocyt)
- Mijtercel
- Morulacel
- Monoblast
- Monocyt
- Mucoïde cel
- Myeloblast
- Myoblast
- Myofibroblast
- Myocyt (spiercel)
- Neuroblast
- Naevoblast
- Naevuscel
- Normoblast
- Normocyt
- NK-cel (Natural Killer cel)
- NKT-cel (Natural Killer T-cel)
- Nuocyt
- Odontoblast
- Oerkiemcel (primordiale kiemcel)
- Oligodendrocyt
- Oncocyt
- Osteoblast (botcel)
- Osteoclast
- Osteocyt
- Ovalocyt
- Overgangsepitheelcel (urotheliumcel)
- Oxyfiele cel (parathyroïde oxyfiele cel)
- Pacemakercel
- Paneth-cel
- Parathyroide hoofdcel
- Pariëtale cel
- Parvocellulaire neurosecretoire cel
- Peescel
- Pericyt
- Pinealocyt
- Piramidecel
- Pituïcyt
- Plaatscel
- Plasmocyt (plasmacel)
- Pneumocyt
- Podocyt
- Poollichaampje
- Polyploïde cel
- PP-cel (vroeger γ-cel)
- Preadipocyt
- Primitieve streepcel
- Oerkiemcel
- Pro-erytroblast
- Progenitorcel
- Promyelocyt
  - Basofiele promyelocyt
  - Eosinofiele promyelocyt
  - Neutrofiele promyelocyt
- Pronormoblast
- Purkinjecel
- Reed-sternbergcel
- Reticulocyt
- Reticulumcel
- Retinale bipolaire cel
- Retinale ganglioncel
- Retinale horizontale cel
- Reuscel
- Rode bloedcel
- Rubriblast
- Satellietcel (myosatellietcel)
- Schistocyt (schizocyt, fragmentocyt)
- Schuimcel
- Schwanncel
- Sertolicel
- Sikkelcel
- Sferocyt
- Slijmbekercel (gobletcel)
- Slijmhalscel (muceuze nekcel)
- Somatische cel (lichaamscel)
- Somatotrofe cel
- Spermatogonium
- Spiegelneuron
- Spermacel (zaadcel)
- Spermatide
- Spermatocyt
- Spermatogonium
- Spiercel (myocyt)
  - Gladde spiercel
  - Hartspiercel
  - Skeletpiercel
- Spongioblast
- Staafje
- Stamcel
  - Volwassen stamcel
  - Amniotische epitheliale stamcel
  - Apicale papilstamcel
  - Chorionstamcel
  - Embryonale stamcel
  - Endotheliale stamcel
  - Hepatische stamcel
  - Huidstamcel
  - Intestinale stamcel
  - Longstamcel
  - Mesenchymatische stamcel
  - Multipotente stamcel
    - Hematopoëtische stamcel

  - Neurale stamcel
    - Neurale voorloperstamcel

  - Pancreatische stamcel (stamcel van de alvleesklier)
  - Pluripotente stamcel
    - Geïnduceerde pluripotente stamcel

  - Oligopotente stamcel
  - Satellietstamcel
  - Tandstamcel
    - Alveolaire botstamcel
    - Periapicale follikelstamcel
    - Paradontale ligamentstamcel
    - Tandfollikelstamcel
    - Tandkiemstamcel
    - Tandpulpastamcel
    - Tandpulpamelktandstamcel
    - Tandvleesstamcel

  - Totipotente stamcel (omnipotente stamcel)
  - Trofoblaststamcel
  - Unipotente stamcel
  - Vet-afgeleide stamcel
  - Vruchtwaterstamcel
- Steatoblast
- Steencel (sklereïde)
- Stellaatcel
  - Alvleesklierstellaatcel
  - Colonstellaatcel
  - Folliculostellaatcel
  - Leverstellaatcel (itocel)
  - Longstellaatcel
  - Nierstellaatcel
  - Stellaatcel (hersenen)
- Stomatocyt
- Stromacel
- Syncytium (poly-energide)
- T-cel (T-lymfocyt)
  - Cytotoxische T-cel (CD8+ (killer T-cel)
  - T-geheugencel
  - T-helpercel (CD4+)
  - Regulatoire T-cel
  - T-remmercel (CD25+)
  - Pro-T-celvoorlopercel
- Tandfollikelcel
- Tanycyt
- Tartcel
- Telocyt
- Tenoblast
- Thecacel
- Thyrocyt (thyroïde follicuulcel, thyroïde epitheelcel)
- Thyrotrope cel
- Touton-reuscel
- Tracheïde
- Transit-versterkende cel
- Trichocyt
- Triploïde cel
- Trofoblastcel
  - Cytotrofoblastcel
  - Syncytiotrofoblastcel
  - Tussenliggende trofoblastcel
- Tuftcel
- Tumorcel
- Unipolaire borstelcel
- Vetcel
- Voorlopercel
  - Beenmergvoorlopercel
  - Hartspiervoorlopercel
  - Myeloïde voorlopercel (MPC)
- Witte bloedcel
  - Fagocyt
- Zegelringcel
  - Neoplastische folliculaire zegelringcel
  - Zegelring adenocarcinoomcel
  - Zegelring melanoomcel
  - Zegelring stromale cel
- Zenuwcel (neuron)
  - Motorische zenuwcel
  - Pioneer neuron
  - Retinale ganglioncel
  - Sensorische zenuwcel
- Zygote (kiemcel)

## Overzicht bloedstamcellen rode beenmerg
In het rode beenmerg worden de volgende bloedstamcellen aangemaakt:
| Hematopoëse            | Hematopoëse          | Hematopoëse            | Hematopoëse | Hematopoëse | Hematopoëse | Hematopoëse | Hematopoëse | Hematopoëse     | Hematopoëse    |
| ---------------------- | -------------------- | ---------------------- | ----------- | ----------- | ----------- | ----------- | ----------- | --------------- | -------------- |
| Leukopoëse             | Leukopoëse           | Leukopoëse             | Leukopoëse  | Leukopoëse  | Leukopoëse  | Leukopoëse  | Leukopoëse  | Erytropoëse     | Trombopoëse    |
| Myeloblast             | Myeloblast           | Myeloblast             | Monoblast   | Lymfoblast  | Lymfoblast  | Lymfoblast  |             | Pro-erytroblast | Megakaryoblast |
| Myeloblast             | Myeloblast           | Myeloblast             | Monoblast   | Lymfoblast  | Lymfoblast  | Lymfoblast  | Erytroblast |                 | Megakaryoblast |
| Myeloblast             | Myeloblast           | Myeloblast             | Monoblast   | Lymfoblast  | Lymfoblast  | Lymfoblast  | Normoblast  |                 | Megakaryoblast |
| Promyelocyt            | Promyelocyt          | Promyelocyt            | Monocyt     | Lymfocyt    | Lymfocyt    | Lymfocyt    | Reticulocyt | Megakaryocyt    |                |
| Neutrofiele granulocyt | Basofiele granulocyt | Eosinofiele granulocyt | Macrofaag   | B-cel       | T-cel       | NK-cel      | Mastocyt    | Erytrocyt       | Trombocyt      |